# Шполянская мебельная фабрика
Шполянская мебельная фабрика (укр. Шполянська меблева фабрика) — предприятие деревообрабатывающей промышленности в городе Шпола Шполянского района Черкасской области, которое специализируется на производстве мебели.

## История
Шполянская мебельная фабрика Киевского треста была создана в 1929 году в соответствии с первым пятилетним планом развития народного хозяйства СССР на месте склада лесоматериалов. Численность работников фабрики изначально составляла 40 человек.
С 1936 года специализацией предприятия стало производство школьных парт.
Во время Великой Отечественной войны фабрика пострадала в ходе боевых действий и во время немецкой оккупации города (31 июля 1941 - 27 января 1944), но уже в 1944 году началось восстановление предприятия.
В 1947 году численность работников фабрики составляла 120 человек.
В 1957 году началась реконструкция фабрики, в ходе которой были построены кирпичные цеха, заменившие деревянные производственные помещения.
В 1976 году фабрика освоила производство мебели из древесно-стружечных плит с применением полиэфирного лака.
В 1983 году было завершено строительство административно-бытового корпуса фабрики.
В советское время мебельная фабрика входила в число крупнейших предприятий города.
После провозглашения независимости Украины государственное предприятие было преобразовано в коллективное предприятие, которое в 2006 году было реорганизовано в общество с ограниченной ответственностью.
По состоянию на начало 2008 года фабрика изготавливала деревянную мебель (письменные столы, шкафы, буфеты, мебель для спальни и иную бытовую мебель), а также деревянные вешалки для одежды и иные деревянные изделия.